# MIO
Mio d.d. odnosno Metalna industrija d.d. Osijek ime je za hrvatsku tvrtku koja proizvodi poljoprivredne strojeve, priključke, strojeve za graditeljstvo, i vrtnu opremu. Tvrtka je osnovana 1949. godine, a sjedište joj je u Osijeku.

## Proizvodi
- Motokultivatori
- Crpke
- Prskalice
- Mlinovi
- Drobilice
- Mješalice za beton
- Kružne pile
- Kosilice

## Vanjske poveznice
- Službene stranice Mio d.d. Osijek  Arhivirana inačica izvorne stranice od 28. veljače 2012. (Wayback Machine)